# Штандарт президента Итальянской Республики
Штандарт президента Итальянской Республики (итал. Lo stendardo presidenziale) — символ власти президента Итальянской Республики. Учреждён в 1965 году, современный вид штандарта введён в действие с 4 ноября 2000 года.

## Современный штандарт президента Италии
Штандарт используется при гражданских и военных церемониях, устанавливается на автомобилях, кораблях, самолётах на которых передвигается Президент, на зданиях префектур, когда Президент посещает город, в залах во время официальных мероприятий с участием Президента.
Современный штандарт создан на основе флага Итальянской Республики 1802—1805 годов. Герб Италии помещён на триколоре, основанном на возвращении в к традициям Рисорджименто, символизирующим национальное единство. Квадратная форма полотнища и голубой борт символизируют Вооружённые силы Италии, возглавляет которые Президент Италии.
Штандарт представляет собой квадратное красное полотнище с голубым бортом. На красном квадрате помещён белый ромб, на котором размещён зелёный квадрат с золотым государственным гербом Италии в центре.
Оригинал штандарта хранится в офисе Командующего кирасирами.

## История штандарта
После провозглашения республики президент использовал национальный флаг Италии. Только в 1965 году, по предложению Министра обороны Италии, были подготовлены проекты специального флага для президента Италии. Использование флага Италии с гербом Италии в центре посчитали нецелесообразным, так как флаг такого типа очень похож на флаг Мексики.

### Штандарт образца 1965 года
Среди многих проектов, тогдашний президент Джузеппе Сарагат выбрал проект, представлявший собой квадратное синее полотнище с золотым государственным гербом Италии в центре. Тот и другой цвет в наибольшей степени соответствуют итальянской военной традиции. Цвета штандарта символизируют командование и мужество, доблесть, храбрость.

### Штандарт образца 1990 года
Эту модель введена с 1990 года, когда президент Италии Франческо Коссига одобрил новый штандарт, представляющий собой национальный флаг, обрамлённый голубым кантом.
Президент утвердил правила использования штандарта во время различных церемоний и публичных мероприятий.

### Штандарт образца 1992 года
Штандарт 1990 года просуществовал только 2 года. В начале своего правления президент Оскар Луиджи Скальфаро решил восстановить штандарт образца 1965 года, уменьшив размер государственного герба в центе штандарта.
Этот вид штандарта употреблялся до 4 ноября 2000 года.